# Lobocleta taeniolata
Lobocleta taeniolata är en fjärilsart som beskrevs av W. Warren 1904. Lobocleta taeniolata ingår i släktet Lobocleta och familjen mätare. Inga underarter finns listade i Catalogue of Life.